# Сагъз
Сагъз (на казахски: Сагыз; на руски: Сагиз) е река протичаща по територията на Актобенска и Атърауска област на Казахстан, завършваща в солончака Тентексор, в североизточната част на Прикаспийската низина. Дължина 511 km. Площ на водосборния басейн 19 400 km².
Река Сагъз води началото си под името Даулда от южната част на Подуралското плато, на 286 m н.в., в района на село Жангъз, Актобенска област. Тече основно в югозападна посока през югозападната част на Подуралското плато и североизточната част на Прикаспийската низина. Завършва в солончака Тентексор, на -23 m н.в., в района на село Сагъз, Атърауска област. В горното и долното си течение през лятото пресъхва, като с вода остава в отделни по-дълбоки участъци от коритото ѝ, където тя се засолява. Основни притоци: Ашчисай, Терисакан, Мукир (леви); Куздикара, Топъракшощи, Бурмасай (десни). Има предимно снежно подхранване. Среден годишен отток на 31 km от устието 2 m³/sec. Замръзва през ноември, а се размразява в края на март или първата половина на април. Част от водите ѝ се използват за напояване.